# Metrosideros diffusa
Metrosideros diffusa är en myrtenväxtart som först beskrevs av Johann Georg Adam Forster, och fick sitt nu gällande namn av James Edward Smith. Metrosideros diffusa ingår i släktet Metrosideros och familjen myrtenväxter. Inga underarter finns listade i Catalogue of Life.